# デボラ・アナイ・ロペス
デボラ・アナイ・ロペス（Débora Anahí López、1995年2月20日 - ）は、アルゼンチンの女子プロボクサーである。ブエノスアイレス州フニン出身。第10代WBO女子世界フライ級王者。

## 経歴
2015年9月18日、Yisele Sosa戦でプロデビューし、判定勝利。
2016年11月26日、Luna del Mar Torrobaと空位のアルゼンチン女子フライ級王座を争い、2-1判定で初タイトル獲得。
2017年8月19日、Alejandra Maria de Lujan Rios相手にアルゼンチン王座の初防衛戦に挑み、3-0判定で初防衛。その後、王座は返上。
2019年7月12日、Debora Vanesa Gomezとアルゼンチン・南米女子フライ級王座決定戦に挑み、3-0判定で二冠獲得。
2019年12月20日、Niorkis CarrenoとのWBO女子世界フライ級王座決定戦に挑み、3-0判定を制してWBO王座獲得。
2020年12月19日、Ayelen Micaela Alejandra Granadinoとの初防衛戦に臨み、3-0判定で王座防衛に成功。
2022年3月19日、タマラ・デマルコ相手に2度目の防衛戦に臨むが、5回と9回に偶然のバッティングで負傷し、10回途中で試合停止、1-2負傷判定で敗れ王座陥落。
2023年2月25日、ディナ・ソルスランドが持つWBO女子世界バンタム級王座に挑戦するが、8回TKOで敗れ2階級制覇ならず。

## 獲得タイトル
- アルゼンチン女子フライ級王座
- 南米女子フライ級王座
- WBO女子世界フライ級王座